# Andreas Friedrich Bauer

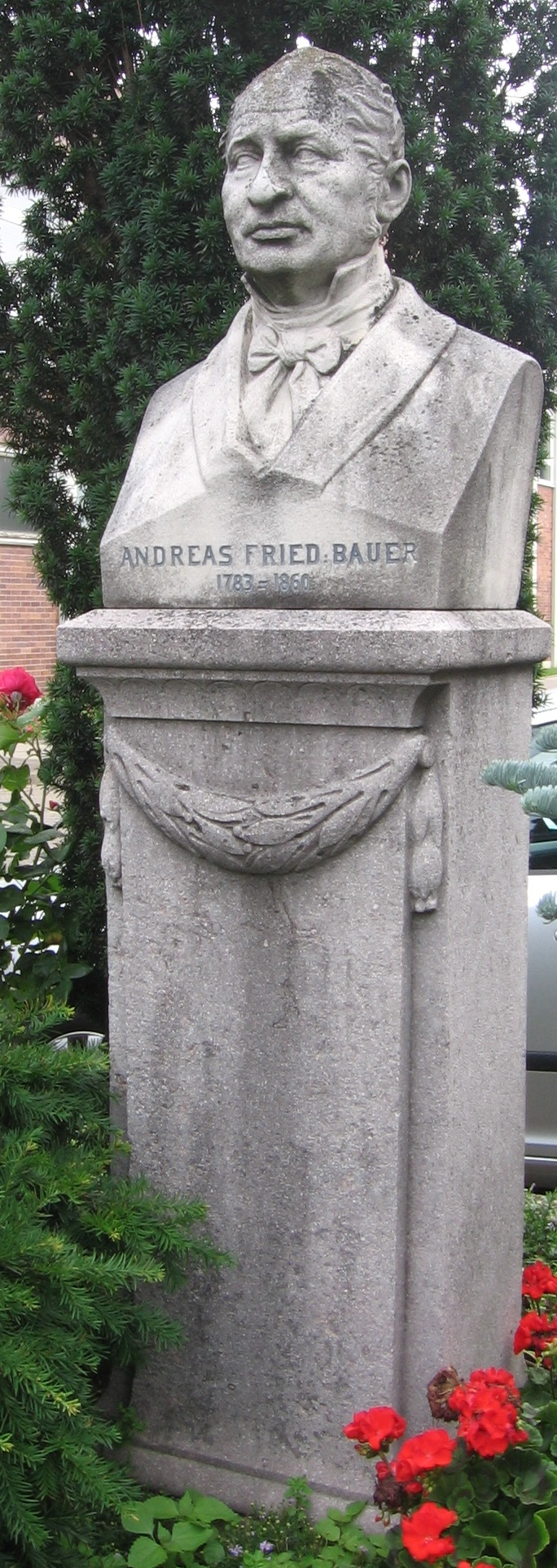
pomnik A.F.Bauera w Würzburgu, w fabryce Koenig & Bauer

Andreas Friedrich Bauer (ur. 18 sierpnia 1783 w Stuttgarcie, zm. 27 grudnia 1860 w Würzburgu) – niemiecki inżynier i wynalazca, współzałożyciel – razem z Friedrichem Koenigiem – pierwszej w Niemczech, istniejącej do dziś fabryki maszyn drukarskich Koenig & Bauer AG (KBA)